# Stephen Wooldridge
Stephen Brian Wooldridge (Sydney, 17 ottobre 1977 – 14 agosto 2017) è stato un pistard australiano.

## Palmarès

### Olimpiadi
- 1 medaglia:
  - 1 oro (Atene 2004 nell'inseguimento a squadre)

### Mondiali
- 5 medaglie:
  - 4 ori (Copenaghen 2002 nell'inseguimento a squadre; Stoccarda 2003 nell'inseguimento a squadre; Melbourne 2004 nell'inseguimento a squadre; Bordeaux 2006 nell'inseguimento a squadre)
  - 1 bronzo (Los Angeles 2005 nell'inseguimento a squadre)

### Giochi del Commonwealth
- 1 medaglia:
  - 1 argento (Melbourne 2006 nell'inseguimento a squadre)